# کودی کریستین
کودی کریستین (انگلیسی: Cody Christian؛ زادهٔ ۱۵ آوریل ۱۹۹۵) یک هنرپیشه اهل ایالات متحده آمریکا است که بیشتر برای بازی در سریال تین ولف در نقش تئو ریکن شناخته می‌شود.

## فیلم‌شناسی

### سینما
| سال  | نام              | نقش            | یادداشت |
| ---- | ---------------- | -------------- | ------- |
| ۲۰۰۹ | بدل‌ها            | پسر ولگرد      |         |
| ۲۰۱۱ | کشتن مرد ایرلندی | جوانی دنی گرین |         |
| ۲۰۱۶ | زیرآب            | دیلان          |         |
| ۲۰۱۸ | ملت ترور         | جانی           |         |

### تلویزیون
| سال       | نام                 | نقش       | یادداشت                                                                         |
| --------- | ------------------- | --------- | ------------------------------------------------------------------------------- |
| ۲۰۰۸      | خون حقیقی           | پسر جیغ‌زن |                                                                                 |
| ۲۰۱۳      | آستین و آلی         | الیوت     |                                                                                 |
| ۲۰۱۰-۲۰۱۵ | دروغ‌گوهای کوچک زیبا | مایک      |                                                                                 |
| ۲۰۱۰      | موش‌های آزمایشگاهی   | کاوان     |                                                                                 |
| ۲۰۱۰      | آناتومی گری         | برد واکر  |                                                                                 |
| ۲۰۱۳      | آستین و آلی         | الیوت     |                                                                                 |
| ۲۰۱۵-۲۰۱۷ | تین ولف             | تئو ریکن  | نامزد جایزه برگزیده نوجوانان برای بهترین بازیگر مرد سریال های تابستانی سال ۲۰۱۷ |

### بازی ویدئویی
| سال  | نام                         | نقش           | یادداشت                                            |
| ---- | --------------------------- | ------------- | -------------------------------------------------- |
| ۲۰۲۰ | فاینال فانتزی ۷ بازساخته‌شده | کلاود استرایف | نامزد جوایز بازی فرهنگستان بریتانیا بهترین نقش اول |